# Ralph Dutli

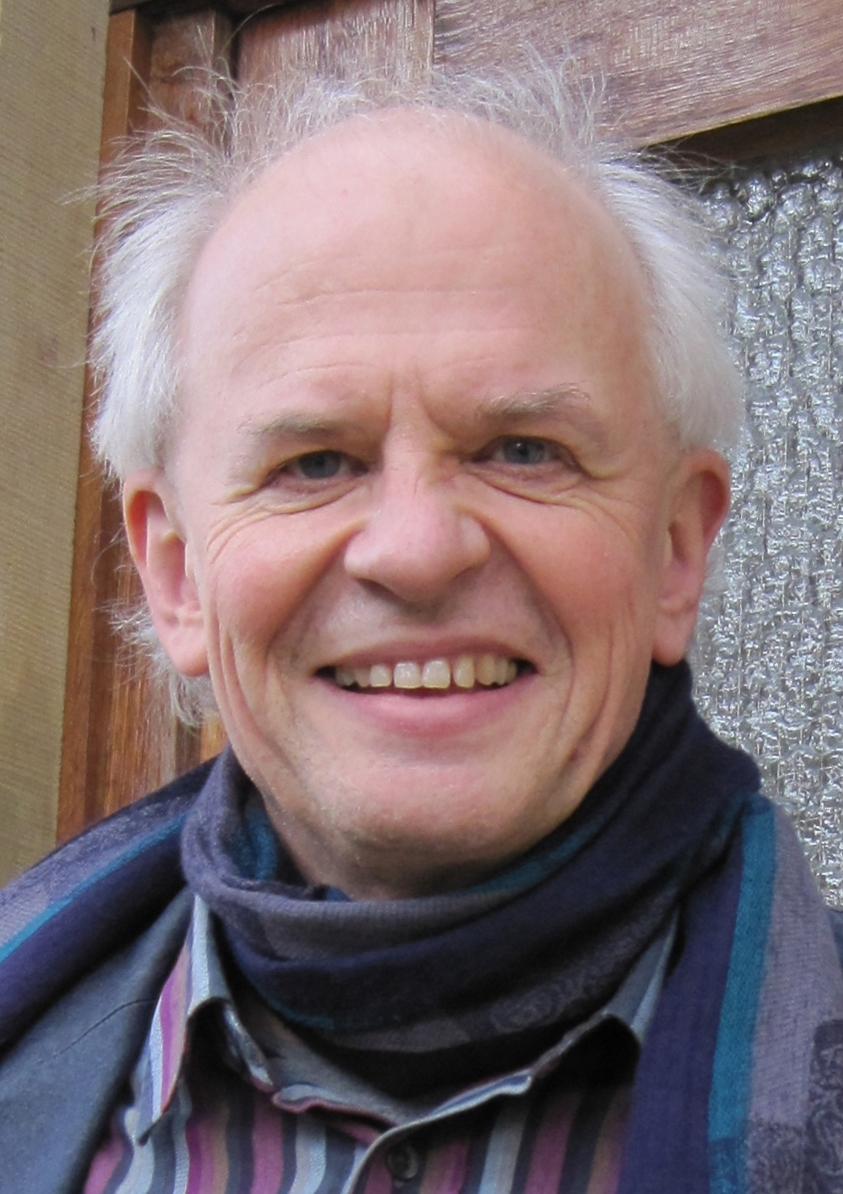
Ralph Dutli (2010)

Ralph Dutli (* 25. September 1954 in Schaffhausen) ist ein Schweizer Schriftsteller und Übersetzer.

## Leben und Wirken
Ralph Dutli wurde 1954 in Schaffhausen geboren, studierte Romanistik und Russistik an der Universität Zürich und an der Pariser Sorbonne und promovierte 1984 zum Dr. phil. Er lebte von 1982 bis 1994 in Paris, seither als freier Autor in Heidelberg. Bekannt wurde er zunächst als Herausgeber und Übersetzer der Werke von Ossip Mandelstam, die in einer zehnbändigen, kommentierten, für die Lyrikbände zweisprachigen Gesamtausgabe im Ammann Verlag erschienen. Ausserdem schrieb er vier Bücher über den russisch-jüdischen Dichter Mandelstam (1891–1938), zuletzt die international erste umfassende Werkbiographie Meine Zeit, mein Tier (2003), die 2005 vom Germanisten Konstantin M. Asadowski auch ins Russische übersetzt wurde – seit 2012 existiert auch eine französische, seit 2023 eine englische Übersetzung. Außerdem veröffentlichte Dutli vielbeachtete Übersetzungen von Gedichten und Prosa der russischen Dichterin Marina Zwetajewa sowie, zum 10. Todestag des russisch-amerikanischen Lyrikers, Essayisten und Literaturnobelpreisträgers Joseph Brodsky, 2006 den Band Brief in die Oase. Hundert Gedichte, der erstmals im deutschsprachigen Raum eine repräsentative Auswahl aus allen Schaffensperioden bot.
Dutlis Band Notizbuch der Grabsprüche (2002) umfasst eigene Gedichte aus zwanzig Jahren. Neben 1982 bis 1994 in Paris, in der Nähe des Friedhofs Montparnasse entstandenen Texten (in der Abteilung Schaman-Parnaß) stehen nordafrikanische, irische, provenzalische Erinnerungen (in Himbeerblut).
In dem Band Novalis im Weinberg (2005) wird dem winterlichen Weinberg nachgespürt. Der Zyklus Petrarcas Sieben Leben (2004) im selben Band imaginiert sieben postume Lebensläufe für den mittelalterlichen italienischen Dichter Petrarca, der Zyklus Aus dem Knie blüht das achtblättrige Kleeblatt ist eine Auseinandersetzung mit Arnold Böcklins Gemälde Die Muse des Anakreon (1873) sowie der Poesie des griechischen Dichters Anakreon. Der Zyklus Salz zu Salz (2007) beschäftigt sich mit dem Mythos des Salzes.
Zentral für Dutlis Poetologie ist der Band Nichts als Wunder. Essays über Poesie (2007), der Essays über provenzalische (Guilhem IX., Peire Vidal), französische (François Villon, Louize Labé, Paul Verlaine, Robert Desnos), englische (John Donne, George Herbert) und russische Dichter (Anna Achmatowa, Marina Zwetajewa, Sergej Jessenin, Alexander Puschkin, Joseph Brodsky) vereint. Die Abteilung Die Fliege im Bernstein entwirft eine Poetik der „Lyrikübertragung als magischer Akt“, das „Poesie-Tagebuch“ unter dem Titel Der allerärmste Ort umfasst 50 aphoristisch-tagebuchartige Abschnitte. Dort findet sich auch eine Selbstcharakteristik des Autors:

„Ich bin ein Essayist, der auch Gedichte schreibt. Ein Lyrikübersetzer, der sich sein Vortasten nicht ohne den Essay, den Versuch, den Tastversuch denken kann. Ein Lyriker, der sich nicht vorstellen kann, nicht auch Gedichte aus verschiedenen Zeiten und Sprachen und Räumen zu sich zu holen.“

Andreas Dorschel rühmt „Dutlis höchst musikalische Lyrik“.
Der Band Alba (2024) vereint in zehn Zyklen Gedichte aus anderthalb Jahrzehnten. Der gleichnamige Zyklus versetzt das mittelalterliche Tagelied (im Provenzalischen: „Alba“) in die zeitgenössische Moderne. Vom unvergänglichen Stoff in Salz-Gedichten bis zu fragilen, emblematischen Tierwesen wird dem Stetigen und Flüchtigen nachgespürt. Das Buch enthält auch sieben übertragene Gedichte aus dem Okzitanischen, Italienischen, Französischen und Englischen. Ausgehend vom Prinzip der Lautlichkeit (dazu der Essay „Laute lenken, Laute denken“ im Buch Nichts als Wunder. Essays über Poesie, 2007) bekennt sich diese Sammlung laut dem Autor zu einer „rätselhaften Magie“, die sich auf die Ursprünge der Poesie in den Beschwörungen und Zaubersprüchen beruft.
Beate Tröger schrieb über diesen Gedichtband: „Sinnenfroh und sinnend sind diese Gedichte, die durch die Zeiten wandern und besondere Freude daran finden, das Innere nach außen zu kehren – ‚richtig innen ist nur die Hülle‘.“
Sein vierteiliges Hörbuch Russische Literaturgeschichte, erzählt von Ralph Dutli (2003) ist eine akustische Reise durch 1000 Jahre russischer Literatur. Der Band Liebe Olive (2009), eine Kulturgeschichte des Olivenbaums, bildet mit dem Buch Das Lied vom Honig. Eine Kulturgeschichte der Biene (2012) und dem Buch Das Gold der Träume (2020) ein kulturgeschichtlich-literarisches Triptychon. Nach dem pflanzlichen des Olivenbaums und dem animalischen der Honigbiene folgt das mineralische Element: Gold, in Religionen und Mythen, in Märchen, Kunst und Literatur. Laut Autor und Verlag vollendet sich damit eine „Trilogie der menschlichen Kultur aus Jahrtausenden voller überraschender Episoden und Geschichten“. Dem widersprüchlichsten der Metalle widmet er den Abschluss der „Kleinen Kulturgeschichten“: „Gold ist das Paradox schlechthin. Gold ist Gift und Gnade, Geißel und Glück.“ Mit Fatrasien. Absurde Poesie des Mittelalters (2010) versuchte er die Erfindung des Surrealismus im 13. Jahrhundert nachzuweisen. Zusammen mit den Bänden Richard de Fournival Das Liebesbestiarium (2014) und Rutebeuf Winterpech & Sommerpech (2017) bilde der Band eine „Kleine Trilogie des 13. Jahrhunderts“.
Der Roman Soutines letzte Fahrt (2013) handelt vom Leben des belarussisch-jüdischen Malers Chaim Soutine, eines Zeitgenossen von Chagall, Modigliani und Picasso. Am 6. August 1943 fährt er in einem Leichenwagen versteckt von der Stadt Chinon an der Loire nach Paris. Die Operation seines Magengeschwürs ist unaufschiebbar, aber die Fahrt dauert aufgrund von Umwegen 24 Stunden. In einem Strom bizarrer Bilder, die der verfolgte Maler im zeitweiligen Morphin-Delirium vor sich auftauchen sieht, erzählt der Roman halb historisch, halb fiktiv Episoden aus Soutines Kindheit in Smilowitschi bei Minsk, die ersten Malversuche in Wilna und den Traum von Paris. In mehreren phantasmagorischen Kapiteln fährt der verwirrte Maler, der an die Macht der Milch als einziges Heilmittel glaubt, in ein „weißes Paradies“, wo er einem mysteriösen „Doktor Bog“ begegnet (Bog bedeutet „Gott“ auf Russisch), der ihn für geheilt erklärt, ihm jedoch das Malen verbietet.
Der Roman Die Liebenden von Mantua (2015) geht von realen Gegebenheiten aus, dem Erdbeben in Oberitalien vom Mai 2012 und dem Fund eines jungsteinzeitlichen Skelettpaares, das 2007 bei Mantua in liebender Umarmung ausgegraben wurde, und entspinnt eine archäologisch-kulturgeschichtliche Kriminalgeschichte mit bizarren Episoden. „Ein sprachlich virtuos orchestrierter Grenzgang zwischen Roman und Essay, ein überaus eleganter Streifzug durch antike und moderne Mythologien“.
Seit 1995 ist Dutli ordentliches Mitglied der Deutschen Akademie für Sprache und Dichtung.

## Werke
- Ossip Mandelstam – „Als riefe man mich bei meinem Namen“. Dialog mit Frankreich. Ein Essay über Dichtung und Kultur. Ammann, Zürich 1985.
- Ein Fest mit Mandelstam. Über Kaviar, Brot und Poesie. Ammann, Zürich 1991.
- Europas zarte Hände. Essays über Ossip Mandelstam. Ammann, Zürich 1995.
- Notizbuch der Grabsprüche. Gedichte 1982–2002. Rimbaud, Aachen 2002.
- „Meine Zeit, mein Tier“. Ossip Mandelstam. Eine Biographie. Ammann, Zürich 2003.
- Russische Literaturgeschichte, erzählt von Ralph Dutli. 4 CD. Hörbuch, Hamburg 2003.
- Mit dem Strohhalm trinkst du meine Seele. Gedichte von Marina Zwetajewa und Anna Achmatowa, gelesen von Katharina Thalbach und Ralph Dutli. Auswahl und Booklet-Essay von Ralph Dutli. 1 CD. Der Hörverlag, München 2003.
- HOTARU – das Leuchtkäferbüfett. Ein „japanischer“ Gedichtzyklus. Mit einer Radierung von Bruno Ritter, Maloja/Chiavenna. Dîvân Nr. 10. Joseph Weiss, Mendrisio 2003.
- Novalis im Weinberg. Gedichte. Ammann, Zürich 2005.
- Nichts als Wunder. Essays über Poesie. Ammann, Zürich 2007.
- Thomas Strässle: Salz. Das weiße Gold. Mit Gedichten von Ralph Dutli. Sanssouci Verlag/Hanser, München 2007.
- Liebe Olive. Eine kleine Kulturgeschichte. Ammann, Zürich 2009. (Neuauflage: Wallstein, Göttingen 2013, ISBN 978-3-8353-1374-3.)
- Novalis au vignoble et autres poèmes. Zweisprachige Ausgabe. Übersetzung von Ralph Dutli und Catherine Dutli-Polvêche. Editions Le Bruit du temps, Paris 2009.
- Fatrasien. Absurde Poesie des Mittelalters. Wallstein, Göttingen 2010, ISBN 978-3-8353-0774-2.
- Bienentänze. Illustrationen Katrin Laskowski. Vontobel-Stiftung, Zürich 2010.
- Mandelstam, mon temps, mon fauve. Une biographie. Editions Le Bruit du temps, Paris 2012.
- Das Lied vom Honig. Eine Kulturgeschichte der Biene. Wallstein, Göttingen 2012, ISBN 978-3-8353-1374-3.
- Soutines letzte Fahrt. Roman. Wallstein, Göttingen 2013, ISBN 978-3-8353-1208-1.[8]
- Die Liebenden von Mantua. Roman. Wallstein, Göttingen 2015, ISBN 978-3-8353-1683-6.
- Mandelstam, Heidelberg. Gedichte und Briefe 1909–1910. Mit einem Essay über deutsche Echos in Ossip Mandelstams Werk: „Ich war das Buch, das euch im Traum erscheint.“ Wallstein, Göttingen 2016, ISBN 978-3-8353-1858-8.
- Dantes Gesänge – Gerät zum Einfangen der Zukunft. Ossip Mandelstams „Gespräch über Dante“. Wallstein, Göttingen 2017, ISBN 978-3-8353-3047-4.
- Das Gold der Träume. Kulturgeschichte eines göttlichen und verteufelten Metalls. Wallstein, Göttingen 2020, ISBN 978-3-8353-3834-0.
- Alba. Gedichte. Wallstein, Göttingen 2024, ISBN 978-3-8353-5627-6.

Gedichte in Anthologien
- Peter von Matt/Dirk Vaihinger: Die schönsten Gedichte der Schweiz. Nagel & Kimche im Carl Hanser Verlag, München/Wien 2002.
- Muscheln und Blumen. Literarische Texte zu Werken der Kunst. Aargauer Kunsthaus u. Ammann Verlag, Zürich 2003.
- Schweizer Literatur der Gegenwart. In: manuskripte (Graz), Nr. 168, 2005.
- Extrakt. Zehn Jahre Literatur im Herrenhaus Edenkoben 1997–2007. Edenkoben 2007.

Übersetzungen
- Ossip Mandelstam: Die Reise nach Armenien. Suhrkamp, Frankfurt am Main 1983.
- Ossip Mandelstam: Schwarzerde. Gedichte aus den Woronescher Heften. Suhrkamp, Frankfurt am Main 1984.
- Ossip Mandelstam: Das Gesamtwerk in zehn Bänden. Ammann, Zürich 2001. (Die Einzelbände erschienen 1985–2000.)
- Johannes Bobrowski: Ce qui vit encore. Poèmes. Traduits de l’allemand et présentés par Ralph Dutli & Antoine Jaccottet. Edition bilingue. Editions de l’Alphée, Paris 1987. (& Collection Orphée, Editions de la Différence, Paris 1993.)
- Marina Zwetajewa: Mein weiblicher Bruder. Brief an die Amazone. Matthes & Seitz, München 1985/1995.
- Marina Zwetajewa/Ossip Mandelstam: Die Geschichte einer Widmung. Gedichte und Prosa. Ammann, Zürich 1994.
- Marina Zwetajewa: Liebesgedichte. Mit Aquarellen von Leiko Ikemura. Ammann, Zürich 1997/2002.
- Joseph Brodsky: Brief in die Oase. Hundert Gedichte. Herausgegeben von Ralph Dutli. Carl Hanser, München/Wien 2006.
- Richard de Fournival: Das Liebesbestiarium. Aus dem Französischen des 13. Jahrhunderts übertragen und mit einem Essay von Ralph Dutli. Wallstein, Göttingen 2014.
- Ossip Mandelstam: Bahnhofskonzert. Das Ossip-Mandelstam-Lesebuch, hrsg. von Ralph Dutli. S. Fischer, Frankfurt am Main 2015
- Rutebeuf: Winterpech & Sommerpech. Die Poeme vom großen Würfeln: von Unglück, Missgeschick und Allerlei. Aus dem Französischen des 13. Jahrhunderts übertragen und mit einem Essay von Ralph Dutli. Wallstein, Göttingen 2017
- Marina Zwetajewa: Lob der Aphrodite. Gedichte von Liebe und Leidenschaft. Aus dem Russischen übertragen und mit einem Essay von Ralph Dutli. Wallstein Verlag, Göttingen 2021, ISBN 978-3-8353-3943-9

## Auszeichnungen
- 1988: Internationaler Publizistikpreis Klagenfurt
- 1992: Georg-Fischer-Preis Schaffhausen
- 1993: Übersetzerpreis des Kulturkreises der Deutschen Wirtschaft BDI
- 1996: Hugo-Ball-Förderpreis der Stadt Pirmasens
- 2000: Werkbeitrag Pro Helvetia; Werkjahr der Stadt Zürich
- 2002: Literaturpreis der Stadt Stuttgart
- 2003: Arbeitsstipendium Herrenhaus Edenkoben; Anerkennungspreis Dialog-Werkstatt Zug
- 2004: Dr. Manfred Jahrmarkt-Ehrengabe der Deutschen Schillerstiftung
- 2006: Johann-Heinrich-Voß-Preis für Übersetzung der Deutschen Akademie für Sprache und Dichtung
- 2013: Rheingau Literatur Preis, für Soutines letzte Fahrt
- 2013: Longlist Deutscher Buchpreis mit Soutines letzte Fahrt
- 2013: Shortlist Schweizer Buchpreis mit Soutines letzte Fahrt
- 2014: Preis der LiteraTour Nord, für Soutines letzte Fahrt
- 2014: Düsseldorfer Literaturpreis, für sein Gesamtwerk
- 2015: Longlist Deutscher Buchpreis mit Die Liebenden von Mantua
- 2016: Longlist Prix Médicis étranger mit der französischen Ausgabe von Soutines letzte Fahrt
- 2017: Shortlist Prix du Public RTS mit der französischen Ausgabe von Soutines letzte Fahrt
- 2018: Erich-Fried-Preis, für sein Gesamtwerk[9][10]
- 2021: Deutscher Sprachpreis der Henning-Kaufmann-Stiftung[11]
- 2023: Übersetzerpreis Ginkgo-Biloba für Lyrik des Freundeskreises Literaturhaus Heidelberg